# Dirophanes maculicornis
Dirophanes maculicornis är en stekelart som först beskrevs av Stephens 1835.  Dirophanes maculicornis ingår i släktet Dirophanes och familjen brokparasitsteklar. Arten är reproducerande i Sverige. Inga underarter finns listade i Catalogue of Life.